# Kentucky Colonels
Los Kentucky Colonels fue un equipo de la extinta American Basketball Association (ABA) durante los 9 años que la competición se mantuvo. Fueron la franquicia con mayor número de victorias de la historia del campeonato. A pesar de ello, desaparecieron al desaparecer la liga, y no pasaron a formar parte de la NBA. Comenzaron jugando en la ciudad de Louisville durante 3 años, acabando en Freedom Hall.
En la actualidad, un equipo con el mismo nombre, y con base en Louisville, compite en la recientemente creada ABA del Siglo XXI.

## Historia
Durante los priimeros años de la franquicia, los Colonels eran más conocidos por sus sorprendentes uniformes verdes, por su mascota, un perro llamado Ziggy y por su particular estilo de promocionar la liga. Llegaron incluso, en 1968, a hacer jugar a la primera mujer en un equipo profesional masculino . Pero los Colonels fueron mucho más, sobre todo después de la llegada al equipo de Artis Gilmore. La mayoría de los observadores eran de la opinión de que en un hipotético puesto en la liga rival, la NBA, estaría en el grupo de los mejores.
Durante sus tres primeros años, consiguieron un anodino récord de 167 partidos ganados por 157 perdidos. En 1971 todo cambió, con la llegada de Gilmore al equipo, el pívot con más talento de ese año del draft. Con él consiguieron dos títulos y un subcampeonato.

## Jugadores destacados
- Dan Issel
- Artis Gilmore
- Louie Dampier

## Trayectoria en la ABA
| Temporada | Balance | Temp. Regular     | Play-offs                 |
| --------- | ------- | ----------------- | ------------------------- |
| 1967-1968 | 36-42   | 4º División Este  | Pierde en semis del Este  |
| 1968-1969 | 42-36   | 3º División Este  | Pierde en semis del Este  |
| 1969-1970 | 45-39   | 2.ª División Este | Pierde en final del Este  |
| 1970-1971 | 44-40   | 2.ª División Este | Campeón de la ABA         |
| 1971-1972 | 68-16   | 1.ª División Este | Pierde en semis del Este  |
| 1972-1973 | 56-28   | 2.ª División Este | Pierde en final de la ABA |
| 1973-1974 | 53-31   | 2.ª División Este | Pierde en final del Este  |
| 1974-1975 | 58-26   | 1.ª División Este | Campeón de la ABA         |
| 1975-1976 | 46-38   | 4º ABA            | Pierde en semis           |